# Bravo-Jahrescharts 1999
Die Bravo-Jahrescharts werden zum Jahresende von der Bravo-Redaktion als Hitliste erstellt. Die Jugendzeitschrift Bravo erscheint seit 1956 und enthält in jeder Wochenausgabe eine Hitliste, die von den Lesern gewählt wurde. Seit 1960 können die Bravo-Leser außerdem ihre beliebtesten Gesangsstars wählen und dekorieren sie mit dem Bravo Otto.

## Bravo-Jahrescharts 1999
1. I Want It That Way – Backstreet Boys – 410 Punkte
2. Baby One More Time – Britney Spears – 374 Punkte
3. Mambo No. 5 – Lou Bega – 349 Punkte
4. Big Big World – Emilia und außerdem Blue (Da Ba Dee) – Eiffel 65 – 289 Punkte
5. The Children of Kosovo – Kelly Family – 285 Punkte
6. Wo bist Du jetzt? – Echt – 265 Punkte
7. I Wish – Oli P – 249 Punkte
8. Changes – 2Pac – 246 Punkte
9. Pretty Fly (for a White Guy) – The Offspring – 242 Punkte
10. Sometimes – Britney Spears – 234 Punkte
11. Du trägst keine Liebe in dir – Echt – 233 Punkte
12. MfG – Mit freundlichen Grüßen – Die Fantastischen Vier – 224 Punkte
13. Narcotic – Liquido und außerdem My Love Is Your Love – Whitney Houston – 220 Punkte
14. Larger Than Life – Backstreet Boys – 215 Punkte
15. Hooks – Kelly Family – 212 Punkte
16. Genie in a Bottle – Christina Aguilera – 202 Punkte
17. (You Drive Me) Crazy – Britney Spears – 201 Punkte
18. The Bad Touch – Bloodhound Gang – 186 Punkte

## Bravo-Otto-Wahl 1999

### Superband
1. Goldener Otto: Kelly Family
2. Silberner Otto: Backstreet Boys
3. Bronzener Otto: Echt

### Supersänger
1. Goldener Otto: Oli P
2. Silberner Otto: Sasha
3. Bronzener Otto: Lou Bega

### Supersängerin
1. Goldener Otto: Britney Spears
2. Silberner Otto: Christina Aguilera
3. Bronzener Otto: Blümchen

### Hip Hop/Rap
1. Goldener Otto: Die 3. Generation
2. Silberner Otto: Will Smith
3. Bronzener Otto: Puff Daddy